# Wettaburg
Wettaburg is een plaats in de Duitse gemeente Naumburg (Saale), deelstaat Saksen-Anhalt, en telt 86 inwoners (2003). Binnen de gemeente wordt het bestuurd door een stadsdeelraad, die ook gaat over de buurdorpjes Beuditz (500 m ten zuiden van Wettaburg) en Meyhen ( ruim een kilometer ten westen van Beuditz). De drie dorpjes hadden blijkens de gemeentewebsite van Naumburg (Saale) in januari 2020 respectievelijk 86, 64 en 160 inwoners.
Wettaburg ligt in het uiterste zuidoosten van de gemeente. Het dorp ligt aan de Wethau, een niet bevaarbaar, 30 km lang rechter zijriviertje van de Saale; het dorp is waarschijnlijk naar een oud kasteel bij deze beek genoemd. Wettaburg bestaat reeds sedert de 8e eeuw en was tot de 12e eeuw een grensdorp tussen Slavische en Germaanse stammen. Wettaburg had in de 17e en 18e eeuw veel te lijden van oorlogsgeweld ( o.a. verwoesting tijdens de Dertigjarige Oorlog), grote branden, pestepidemieën en overstromingen. Het is daarna, evenals de buurdorpen Meyhen en Beuditz, steeds een weinig belangrijk boerendorpje gebleven.
Industrie en toeristische bezienswaardigheden ontbreken in deze drie plaatsjes. Wel ligt ten westen van Meyhen een kleine steengroeve. Het dorpskerkje van Meyhen is van oorsprong romaans, maar is in o.a. de 16e, 17e en 19e eeuw ingrijpend verbouwd. In het interieur is een kerkorgel van de hand van de 19e-eeuwse orgelbouwer Conrad Geißler aanwezig, dat zich vóór 1980 in een ander kerkje bevond.

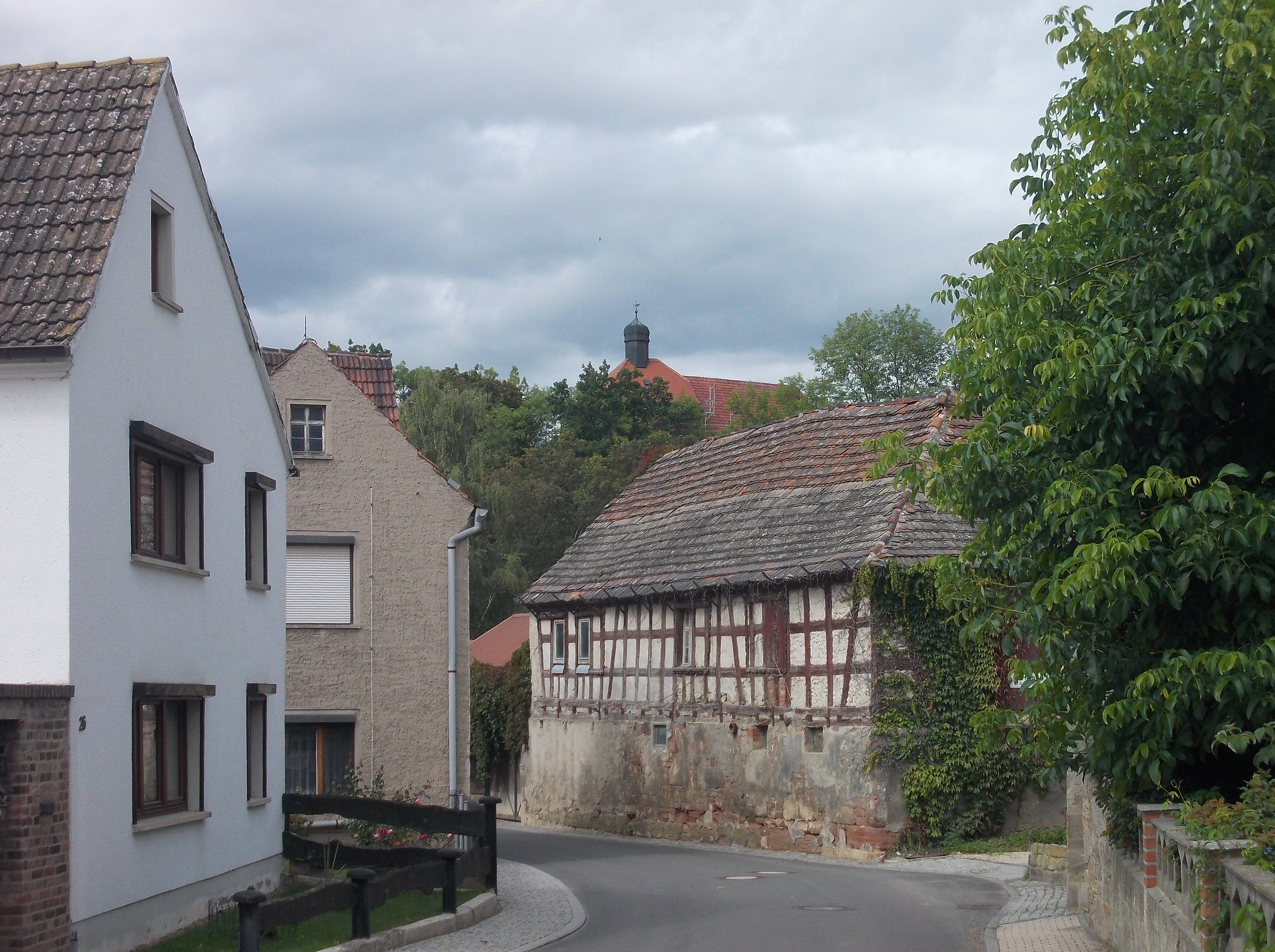
Straat in het dorp Wettaburg
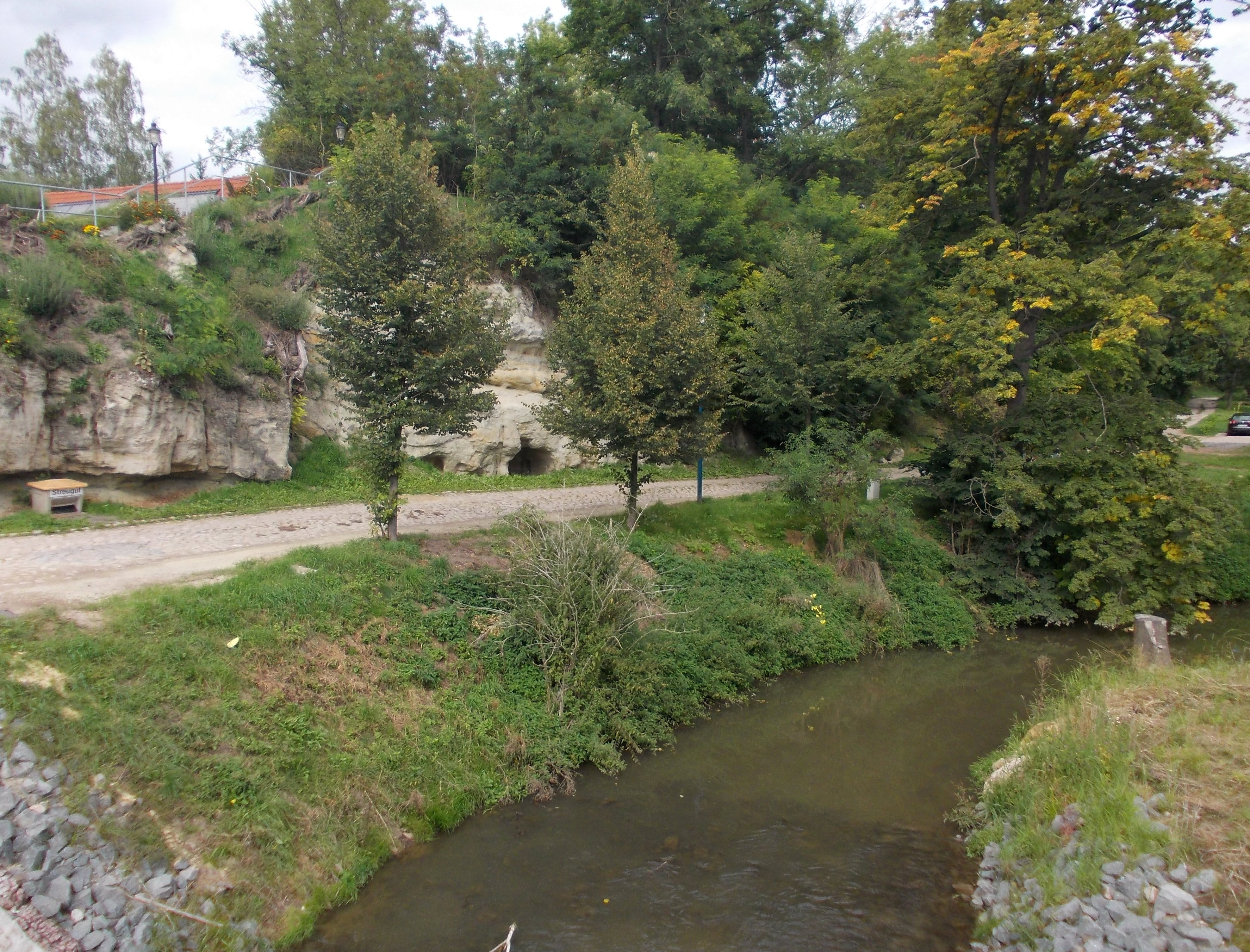
De Wethau bij Wettaburg
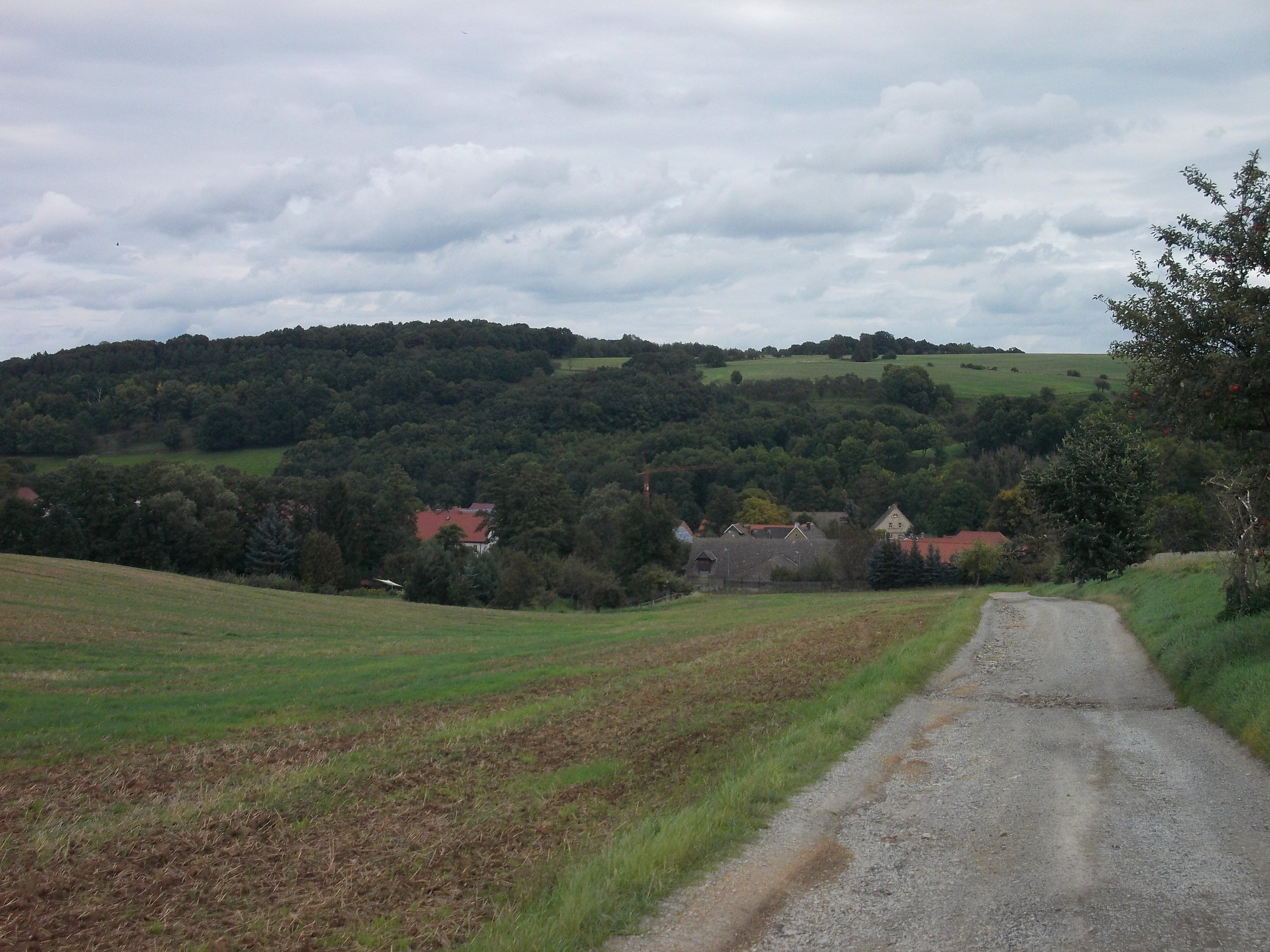
Gezicht op Beuditz